# ایرایائو
ایرایائو (به انگلیسی: Iriao) گروه موسیقی گرجستانی است.
آن ها در یوروویژن ۲۰۱۸ نماینده گرجستان بودند.